# Khirbet al-Sawda, Rif Dimashq
Khirbet al-Sawda (tiếng Ả Rập: خربة السودا) là một ngôi làng của Syria ở huyện Qatana thuộc tỉnh Rif Dimashq. Theo Cục Thống kê Trung ương Syria (CBS), Khirbet al-Sawda có dân số 124 người trong cuộc điều tra dân số năm 2004. Cư dân của nó chủ yếu là Druze.